# Federaal administratief openbaar ambt
Het federaal administratief openbaar ambt in België wordt georganiseerd door de wet van 22 juli 1993. Deze wet voorziet op federaal niveau in vijf categorieën van instellingen die een of ander aspect van de openbare administratie behartigen.
De wet van 1993 betrof niet alle openbare instellingen. Een aantal instellingen zoals het Koninklijk Gesticht van Mesen, Koninklijk Belgisch Filmarchief of de Proefbank voor Vuurwapens zijn niet opgenomen.

## Ambtenaar
Aanvankelijk werd de term ambtenaar in België voornamelijk gebezigd voor het staatspersoneel van het hoogste niveau (1 of A), de rest van het personeel werd aangeduid als beambte. Arbeidsrechtelijk gesproken ging het wel om ambtenaren voor elke functie. In België wordt het "statuut van de ambtenaren" geregeld door het Koninklijk Besluit van 2 oktober 1937, het zogenaamde "statuut Camu"; dit statuut werd weliswaar reeds herhaalde malen aangepast en uitgebreid. Het statuut Camu geldt echter enkel voor de statutaire federale administratieve ambtenaren van de federale uitvoerende macht. De rechtspositieregeling (het 'statuut'), van de statutaire ambtenaren van de gemeenschappen en gewesten, wordt geregeld in besluiten van de desbetreffende Gemeenschap of het Gewest zelf, binnen een gemeenschappelijk kader, dat men het Algemene Principes Koninklijk Besluit (APKB) noemt.
Zowel op het federale, regionale als lokale niveau zijn er naast statutaire (administratieve) ambtenaren ook contractuele ambtenaren en mandaathouders (dit laatste voor de hoogste functies). Daarnaast zijn er op het federale niveau naast de statutaire administratieve ambtenaren ook nog specifieke statuten voor militairen, politieagenten, medewerkers van inlichtingendiensten, ... Op het regionale niveau zijn er ook specifieke statuten voor leraren.

## Federale overheidsdienst (FOD)
Federale overheidsdiensten zijn de voormalige ministeries en werden ingevoerd in 2003. Deze diensten houden zich ofwel bezig met een specifieke tak van het federale overheidsbeleid (financiën, gezondheidszorg, ...) en worden verticaal gestructureerd, terwijl andere zich bezighouden met algemene takken van het federale overheidsbeleid (personeel en organisatie, begroting en beheerscontrole ...) en worden horizontaal gestructureerd.
Sinds 2003 bestaan de volgende federale overheidsdiensten:
- FOD Kanselarij van de Eerste Minister
- FOD Beleid en Ondersteuning, ontstaan uit een samengaan in 2017 van de vroegere FOD's Personeel en Organisatie, Budget en Beheerscontrole en Fedict, naast Empreva, Selor, het OFO, FED+ en PersoPoint[2]
- FOD Buitenlandse Zaken, Buitenlandse Handel en Ontwikkelingssamenwerking
- FOD Binnenlandse Zaken
- FOD Financiën
- FOD Mobiliteit en Vervoer
- FOD Werkgelegenheid, Arbeid en Sociaal Overleg
- FOD Sociale Zekerheid
- FOD Volksgezondheid, Veiligheid van de Voedselketen en Leefmilieu
- FOD Justitie
- FOD Economie, KMO, Middenstand en Energie

Enkel het ministerie van defensie is nog niet omgevormd tot een FOD.

## Programmatorische overheidsdienst (POD)
Programmatorische Federale Overheidsdiensten werden voor het eerst opgericht in 2003 en zijn diensten die verband houden met maatschappelijke vraagstukken die anders verspreid zouden liggen over verschillende federale overheidsdiensten én waarvoor coördinatie binnen één en dezelfde dienst noodzakelijk wordt geacht (wetenschapsbeleid, duurzame ontwikkeling ...).
Eind 2023 bestaan de volgende programmatorische overheidsdiensten:
- POD Maatschappelijke Integratie, Armoedebestrijding en Sociale Economie
- POD Wetenschapsbeleid

De POD Consumentenzaken en POD Duurzame Ontwikkeling (2014) werden ontbonden.

## Wetenschappelijke instelling (WI)
De Wetenschappelijke Instellingen van de federale overheid, die steeds afhangen van een federale of programmatorische overheidsdienst, vervullen bijzondere taken. Het gaat begin 2021 om de volgende instellingen:
- Algemeen Rijksarchief en Rijksarchief in de Provinciën
- Belgisch Instituut voor Ruimte-aëronomie
- Koninklijk Belgisch Instituut voor Natuurwetenschappen
- Koninklijk Instituut voor het Kunstpatrimonium
- Koninklijk Meteorologisch Instituut van België
- Koninklijk Museum voor Midden-Afrika
- Koninklijke Bibliotheek van België Albert I
- Koninklijke Musea voor Kunst en Geschiedenis
- Koninklijke Musea voor Schone Kunsten van België
- Koninklijke Sterrenwacht van België
- Nationaal Instituut voor Criminalistiek en Criminologie
- Penitentiair Onderzoeks- en Klinisch Observatiecentrum
- Sciensano, ontstaan uit het vroegere WIV en het vroegere CODA

## Instelling van openbaar nut (ION)
Instellingen van openbaar nut zijn specifieke instellingen die afhangen van één of meerdere federale overheidsdiensten en een bepaalde mate van autonomie bezitten.
Er bestaan vier verschillende categorieën wiens verschillen gebaseerd zijn op methode van toezicht, vaststelling van statuut van het personeel en financiële controle:
- categorie A: staan onder rechtstreeks toezicht van een minister, het personeelsstatuut wordt door de uitvoerende macht vastgesteld, begroting wordt opgemaakt door de bevoegde minister en goedgekeurd door de wetgevende macht,
- categorie B: staan onder onrechtstreeks toezicht van een minister, het personeelsstatuut wordt door de uitvoerende macht vastgesteld, begroting wordt opgemaakt door de raad van bestuur van de instelling en medegedeeld aan de wetgevende macht,
- categorie C: staan onder onrechtstreeks toezicht van een minister, het personeelsstatuut wordt door de raad van bestuur van de instelling vastgesteld, begroting wordt opgemaakt door de raad van bestuur van de instelling en ter goedkeuring voorgelegd aan het Rekenhof,
- categorie D: staan onder onrechtstreeks toezicht van een minister, het personeelsstatuut wordt door de uitvoerende macht vastgesteld, begroting wordt opgemaakt door de raad van bestuur van de instelling en goedgekeurd door gezagvoerende minister en de minister van financiën.

Begin 2021 bestaan de volgende instellingen van openbaar nut. Sommige instellingen zijn niet vermeld in de wet van 1993 maar worden als dusdanig als een ION beschouwd. Deze worden met een * aangeduid.
- Federaal Agentschap voor de Veiligheid van de Voedselketen (FAVV) (Cat. A)
- Federaal Agentschap voor Geneesmiddelen en Gezondheidsproducten (FAGG) (Cat. A)
- Federaal Agentschap voor de Opvang van Asielzoekers (FEDASIL)* (Cat. A)
- Federaal Planbureau (Cat. A)
- Pensioendienst voor de overheidssector (Cat. A) (gefuseerd naar de Federale Pensioendienst in 2016)
- Regie der Gebouwen (Cat. A)
- Agentschap voor de oproepen tot de hulpdiensten (agentschap 112) (Cat. B)
- Centrale Dienst voor Sociale en Culturele Actie van het Ministerie van Defensie (CDSCA) (Cat. B)
- Instituut voor de Gelijkheid van Vrouwen en Mannen (IGVM) (Cat. B)
- Nationaal Geografisch Instituut (NGI) (Cat. B)
- Instituut voor Veteranen-Nationaal Instituut voor Oorlogsinvaliden, Oud-Strijders en Oorlogsslachtoffers (IV-NIOOO) gefuseerd met het koninklijk legermuseum naar War Heritage Institute (Cat. B)
- Federaal Kenniscentrum voor de Gezondheidszorg (KCE)* (Cat. B)
- Belgisch Interventie- en Restitutiebureau (BIRB) (Cat. B) Deze instelling werd in 2014 vereffend.
- Koninklijke Munt* (Cat. B)
- Nationaal Orkest van België* (Cat. B)
- Nationale Delcrederedienst* (Cat. B)
- Controledienst voor de ziekenfondsen en de landsbonden van ziekenfondsen (CDZ) (Cat. C)
- Belgisch Instituut voor Postdiensten en Telecommunicatie (BIPT) (Cat. B.) Wordt nu beschouwd als een rechtspersoon van publiek recht met federaal onafhankelijk statuut
- Federaal Agentschap voor Nucleaire Controle (FANC) (Cat. C)
- Bureau voor Normalisatie* (Cat. C)

## Openbare instelling van sociale zekerheid (OISZ)
Openbare instellingen van sociale zekerheid zijn specifieke instellingen die afhangen van één of meerder federale overheidsdiensten en een taak vervullen binnen het beheer van de sociale zekerheid
Begin 2021 bestaan de volgende openbare instellingen van sociale zekerheid:
- EHealth-platform
- Federaal Agentschap voor de Kinderbijslag (FAMIFED), de vroegere Rijksdienst voor Kinderbijslag voor Werknemers (RKW)
- Federaal agentschap voor beroepsrisico’s (Fedris), ontstaan in 2017 door fusie van het Fonds voor Arbeidsongevallen en het Fonds voor Beroepsziekten
- Federale Pensioendienst (door fusie van de Rijksdienst voor Pensioenen en de Pensioendienst voor de Overheidssector)
- Hulpkas voor Werkloosheidsuitkeringen
- Hulpkas voor Ziekte- en Invaliditeitsverzekering
- Kruispuntbank van de Sociale Zekerheid
- Rijksdienst voor Arbeidsvoorziening (RVA)
- Rijksdienst voor Jaarlijkse Vakantie
- Rijksdienst voor Sociale Zekerheid (RSZ)
- Rijksinstituut voor de Sociale Verzekeringen der Zelfstandigen
- Rijksinstituut voor Ziekte- en Invaliditeitsverzekering (RIZIV)

## Salaris
Federale administratieve ambtenaren worden aangeworven in vier verschillende niveaus. Om in het niveau A aangeworven te worden, moet je in het bezit zijn van een universitair diploma of een gelijkwaardig diploma. Voor niveau B is een bachelordiploma vereist. Voor niveau C volstaat een diploma secundair onderwijs en voor niveau D zijn er geen diplomavereisten. Deze niveaus gelden ook voor de contractuele federale administratieve ambtenaren. Binnen één niveau zijn er nog verschillende klassen. Zo bestaan er binnen niveau A zes klassen, gaande van A1 (laagste) tot A6 (hoogste). Per niveau of klasse gelden er verschillende titels:
| Niveau of klasse | Titel |
| ---------------- | --- |
| A6               | Administrateur-generaal, directeur-generaal (mandaatfunctie voor 6 jaar)                                              |
| A5               | Administrateur, directeur (mandaatfunctie voor 6 jaar)                                                                |
| A4               | Adviseur-generaal |
| A3               | Adviseur |
| A2 A1            | Attaché |
| B                | Administratief, penitentiair administratief, technisch, financieel, fiscaal of ICT deskundige                         |
| C                | Administratief, penitentiair administratief, technisch, financieel of veiligheidsassistent                            |
| D                | Administratief, penitentiair administratief, technisch, financieel of veiligheidsmedewerker of operationeel brigadier |

Een gelijkaardige indeling in niveaus wordt gebruikt bij regionale en lokale overheden. Binnen één niveau zijn er echter andere indelingen in klassen, waarbij er bij de regionale overheden minder (rangen A1-A3) en bij de lokale overheden meer (graden A1-A10) klassen bestaan.